# التون سانتیاگو دوس سانتوس لیرا
التون سانتیاگو دوس سانتوس لیرا (به پرتغالی: Elton Santiago dos Santos Lira) هافبک اهل برزیل است که در شهر سائوپائولو و در تاریخ ۲۱ سپتامبر ۱۹۸۶ به دنیا آمده‌است.
التون سانتیاگو دوس سانتوس لیرا در تیم‌های فوتبال Juventus سابقهٔ حضور دارد.